# Magyar Nemzeti Bank
Magyar Nemzeti Bank (MNB) är Ungerns centralbank. Den grundades den 24 juni 1924 och har sitt säte i Budapest. Sedan den 1 maj 2004 utgör MBN en del av Europeiska centralbankssystemet. Centralbankschef är Mihály Varga.
MBN har som inflationsmål 3 procent, vilket är något högre än de flesta andra europeiska centralbanker.